# Pallasovka
Pallasovka (in lingua russa Палласовка) è una città della Russia meridionale, nell'oblast' di Volgograd. La città si trova a 320 chilometri da Volgograd, sul fiume Torgun.
Pallasovka fu fondata nel 1907 con il nome di Torgun' (Торгунь in russo) nei pressi dell'omonima stazione ferroviaria, ma cambiò nome e venne rinominata con quello attuale in onore di Peter Simon Pallas, famoso naturalista tedesco, che visitò la zona tra il 1773 e il 1774. Ricevette lo status di città nel 1967.

## Curiosità
Poco lontano da Pallasovka nel 1990 è stato trovato un meteorite di quasi 200 kg e secondo gli standard di nomenclatura gli è stato assegnato il nome di Pallasovka. Questo meteorite è risultato essere una pallasite, un tipo di meteorite che porta il nome di Peter Simon Pallas perché studiato per la prima volta proprio dal naturalista tedesco.